# Agonum sulcipenne
Agonum sulcipenne är en skalbaggsart som beskrevs av Horn. Agonum sulcipenne ingår i släktet Agonum och familjen jordlöpare. Inga underarter finns listade i Catalogue of Life.